# Ananke (film)
Ananke è un film muto italiano del 1915 diretto da Nino Oxilia.